# Stephen Perkins
Stephen Andrew Perkins (Los Angeles, 13 settembre 1967) è un batterista e percussionista statunitense. È noto per essere batterista e percussionista del gruppo alternative rock Jane's Addiction.

## Biografia
Nel 1986 entra nei Jane's Addiction e convince Perry Farrell ed Eric Avery ad assumere Dave Navarro alla chitarra. In seguito allo scioglimento del gruppo nel 1991, Perkins fonda insieme a Farrell i Porno for Pyros, coi quali inciderà due album, Porno for Pyros (1993) e Good God's Urge (1996).
Nel 1997, insieme all'ex bassista dei Minutemen Mike Watt, fonda il gruppo art rock Banyan, coi quali pubblicherà due album di studio, Banyan (1997), e Anytime at All (1999). 
Vanta anche collaborazioni come batterista e percussionista su canzoni come I Do Not Want This dall'album The Downward Spiral dei Nine Inch Nails, One Big Mob dall'album One Hot Minute dei Red Hot Chili Peppers, nel primo album degli Infectious Grooves, The Plague That Makes Your Booty Move...It's the Infectious Grooves, e nell'album omonimo dei Rage Against the Machine.

## Discografia parziale

### Con i Jane's Addiction
- Jane's Addiction - 1987
- Nothing's Shocking - 1988
- Ritual de lo habitual - 1990
- Strays - 2003
- The Great Escape Artist - 2011

### Con i Porno for Pyros
- Porno for Pyros - 1993
- Good God's Urge - 1996

### Con gli Infectious Grooves
- The Plague That Makes Your Booty Move...It's the Infectious Grooves - 1991

### Con i Banyan
- Banyan - 1997
- Anytime at All - 1999
- Live at Perkins' Palace - 2004